# 太陽がいっぱい (松本伊代の曲)
「太陽がいっぱい」（たいようがいっぱい）は、1983年6月1日に発売された松本伊代の7枚目のシングル。

## 収録曲
- 両楽曲共に、編曲：鷺巣詩郎

1. 太陽がいっぱい [3:01]
作詞：篠塚満由美／作曲：羽佐間健二
2. 涙のハンカチーフ [2:47]
作詞：康珍化／作曲：亀井登志夫